# Hippo Island
Hippo Island (von englisch hippo ‚Flusspferd‘) ist eine steile und felsige Insel vor der Küste des ostantarktischen Königin-Marie-Lands. Sie ragt 2,5 km nördlich des Delay Point aus dem Shackleton-Schelfeis auf.
Die Mannschaft der Westbasis bei der Australasiatischen Antarktisexpedition (1911–1914) unter der Leitung des australischen Polarforschers Douglas Mawson entdeckten und benannten sie. Namensgebend ist ihre Form, die an ein Flusspferd erinnert.